# Léo Laurent
Pas d'image ? Cliquez ici

a Compétitions nationales et continentales officielles uniquement.

Léo Laurent, né le 8 mai 2001 à Perpignan, est un joueur de rugby à XIII français évoluant au poste de deuxième ligne. 
Il dispute ses premières rencontres avec  Saint-Estève XIII Catalan en Championnat de France lors de la saison 2020-2021. Il joue sa première rencontre en Super League le 2 septembre 2022 avec les Dragons Catalans contre Wigan où une dizaine de jeunes français y font leurs débuts. Il quitte les Dragons Catalans et Saint-Estève XIII Catalan en 2024 pour les Baroudeurs de Pia en Super XIII afin de connaître un nouvel élan d’air frais dans le Rugby à XIII pendant la saison 2024-2025

## Palmarès

### En club
| Saison    | Club                      | Compétition           | Matchs | Points | Essais | Buts | Drop |
| --------- | ------------------------- | --------------------- | ------ | ------ | ------ | ---- | ---- |
| 2020-2021 | Saint-Estève XIII Catalan | Championnat de France | 7      | 8      | 2      | -    | -    |
| 2021-2022 | Saint-Estève XIII Catalan | Championnat de France | 14     | 8      | 2      | -    | -    |
| 2022      | Dragons Catalans          | Super League          | 1      | -      | -      | -    | -    |
| 2023      | Dragons Catalans          | Super League          | -      | -      | -      | -    | -    |